# Víctor Manuel Alcaraz
Víctor Manuel Alcaraz Romero (Ciudad de México, 13 de julio de 1939) es un psicólogo, catedrático, investigador, escritor y académico mexicano. Se ha especializado en la investigación del pensamiento y el lenguaje.

## Estudios
Cursó la licenciatura en Psicología en la Universidad Nacional Autónoma de México (UNAM). Viajó a Francia para estudiar el doctorado en Psicología en la Universidad de París realizando prácticas en el Laboratorio de Psicobiología del Niño de la École Pratique des Hautes Études y en el Grupo Hospitalario Pitié-Salpetrière. Hizo una estancia posdoctoral como investigador huésped en el Laboratorio de Psicofisiología en la Universidad Estatal de Moscú.

## Docencia
En 1972 se integró a la División de Estudios de Posgrado de la Facultad de Psicología de la UNAM impartiendo el seminario de Psicología Experimental. Desde 1973 fue profesor en la Facultad de Psicología impartiendo clases de Neurofisiología, Psicofisiología, así como el seminario de Neurofisiología del Pensamiento y Lenguaje. 
Ha sido fundador de la maestría en Neurociencias en la Facultad de Estudios Superiores Iztacala (entonces ENEP Iztacala); de la maestría de Plasiticidad Cerebral en la Universidad Autónoma Metropolitana Unidad Xochimilco; del Centro de Investigaciones Cerebrales en la Universidad Autónoma del Estado de México; y del Instituto de Neurociencias en la Universidad de Guadalajara. En la Universidad Veracruzana promovió la integración de la Escuela de Psicología y fue director de la Clínica de Conducta y de la Facultad de Ciencias. La metodología científica que Alcaraz estableció para la enseñanza en esta última facultad ha sido tomada como modelo por varias universidades de América Latina. Por otra parte, en la Facultad de Psicología de la UNAM puso en marcha el Programa de Alta Exigencia Académica.

## Investigador y académico
Fue director de Fomento Institucional de la Dirección General de Educación Superior de la Secretaría de Educación Pública. Ha colaborado con el Instituto de Neurociencias del Centro Universitario de Ciencias Biológicas y Agropecuarias de la Universidad de Guadalajara.
Es investigador nivel III del Sistema Nacional de Investigadores y miembro del Consejo Consultivo de Ciencias de la Presidencia de la República. Fue consejero del Gobierno de México para Europa Occidental y la Unesco. Fue director de Asuntos Internacionales del Consejo Nacional de Ciencia y Tecnología durante su gestión promovió la cooperación científica con Estados Unidos, Europa y América del Sur. 
Fue vicepresidente de la Comisión Latinamericana de Ciencia y Tecnología de la Comisión Económica para América Latina y el Caribe (CEPAL). Fue presidente del Colegio Nacional de Psicólogos, de la Sociedad Mexicana de Análisis de la Conducta y de la Sociedad Iberoamericana de Pensamiento y Lenguaje. Es miembro de la Sociedad Mexicana de Psicología, del Consejo Nacional de Psicología, de la Organización Internacional de Psicofisiología y de la Sociedad Latinoamericana de Neuropsicología.
Su labor de investigación se ha centrado en el estudio de la pensamiento y el lenguaje. Entre sus trabajos de investigación destacan las técnicas de retroalimentación biológica para tratar a paciente hemipléjicos, una teoría sobre el aprendizaje que permite distinguir los procesos que permiten a los organismos la adquisición de nuevas respuestas, el análisis de las pérdidas en el comportamiento por lesiones cerebrales, y técnicas para la recuperación de parálisis motoras.

## Obras publicadas
Ha publicado más de ciento veinte trabajos de investigación, nueve libros científicos y una novela. Ha colaborado para la Revista Mexicana de Análisis Experimental de la Conducta, la Revista Latina de Pensamiento y Lenguaje y la Neuropsychología Latina. Entre sus títulos se encuentran:
- La función de síntesis del lenguaje.
- Modificación de conducta: el condicionamiento de los sistemas internos de respuesta
- Estructura y función del sistema nervioso. Recepción sensorial y estados del organismo.
- Conciencia: nuevas perspectivas en torno a un viejo problema.
- Texto de neurociencias cognitivas, coautor con Emilio Gumá Díaz.
- Una mirada múltiple sobre el lenguaje
- Al acoso del sueño, novela, premiada en la Feria Internacional del Libro de Guadalajara.

## Premios y distinciones
A lo largo de su trayectoria profesional, ha recibido diversos premios y reconocimientos:
- Premio Nacional de Investigación en Psicología por la Sociedad Mexicana de Psicología.
- Premio de la Federación Internacional de Organizaciones Sociales, en Tokio, por su trabajo El impacto de las nuevas tecnologías en la sociedad
- Premio Universidad Nacional en el área de Docencia en Ciencias Sociales por la Universidad Nacional Autónoma de México en 1995.
- Premio Nacional de Psicología por el Consejo Nacional para la Enseñanza e Investigación en Psicología.
- Reconocimiento y homenaje por la Universidad de las Américas de Puebla.
- Orden al Mérito otorgada por el gobierno de Francia.
- Premio Nacional de Ciencias y Artes en el área de Historia, Ciencias Sociales y Filosofía por la Secretaría de Educación Pública en 2003.